# Nathalie Vasseur
 (juin 2023).
Si vous disposez d'ouvrages ou d'articles de référence ou si vous connaissez des sites web de qualité traitant du thème abordé ici, merci de compléter l'article en donnant les références utiles à sa vérifiabilité et en les liant à la section « Notes et références ».
Pour les articles homonymes, voir Vasseur.
Nathalie Vasseur est une athlète française née le 14 août 1965. 
Elle s'est notamment inscrite dans l'historique du Marathon du Médoc,  en le gagnant 15 fois et en cumulant 10 victoires consécutives entre 2001 et 2011 et en gagnant 9 fois le marathon de Vannes.
Sa meilleure performance personnelle, 2 h 40 min 39 s, fut réalisée en 2008 à Rotterdam (Pays-Bas). elle a été première master women sur les marathons de New-York, Paris, Rotterdam ...

## Palmarès
| Année | Compétition                              | Lieu                 | Discipline    | Place | Performance     |
| ----- | ---------------------------------------- | -------------------- | ------------- | ----- | --------------- |
| 1999  | Marathon du Médoc                        | Pauillac             | Marathon      | 3e    | 2 h 58 min 57 s |
| 2000  | Marathon du Médoc                        | Pauillac             | Marathon      | 2e    | 2 h 59 min 55 s |
| 2001  | Marathon du Médoc                        | Pauillac             | Marathon      | 1re   | 2 h 59 min 55 s |
| 2002  | Marathon de Paris                        | Paris                | Marathon      | 18e   | 2 h 49 min 20 s |
| 2002  | Marathon de New York                     | New York             | Marathon      | 22e   | 2 h 49 min 58 s |
| 2002  | Marathon du Médoc                        | Pauillac             | Marathon      | 1re   | 2 h 49 min 58 s |
| 2003  | Marathon du Médoc                        | Pauillac             | Marathon      | 1re   | 2 h 56 min 27 s |
| 2004  | Marathon de Paris                        | Paris                | Marathon      | 15e   | 2 h 44 min 55 s |
| 2004  | Marathon du Médoc                        | Pauillac             | Marathon      | 1re   | 2 h 54 min 26 s |
| 2005  | Marathon de Boston                       | Boston               | Marathon      | 24e   | 2 h 55 min 16 s |
| 2005  | Marathon du Médoc                        | Pauillac             | Marathon      | 1re   | 2 h 55 min 48 s |
| 2005  | Marathon de New York                     | New York             | Marathon      | 23e   | 2 h 45 min 58 s |
| 2006  | Marathon de Paris                        | Paris                | Marathon      | 11e   | 2 h 41 min 25 s |
| 2006  | Marathon du Médoc                        | Pauillac             | Marathon      | 1re   | 2 h 58 min 22 s |
| 2006  | Marathon de New York                     | New York             | Marathon      | 19e   | 2 h 45 min 15 s |
| 2007  | Marathon de la Baie du Mont Saint-Michel | Le Mont-Saint-Michel | Marathon      | 3e    | 2 h 46 min 06 s |
| 2007  | Marathon du Médoc                        | Pauillac             | Marathon      | 1re   | 2 h 49 min 22 s |
| 2007  | Marathon de New York                     | New York             | Marathon      | 19e   | 2 h 54 min 25 s |
| 2008  | Marathon de Rotterdam                    | Rotterdam            | Marathon      | 14e   | 2 h 40 min 39 s |
| 2008  | Marathon de la Baie du Mont Saint-Michel | Le Mont-Saint-Michel | Marathon      | 2e    | 2 h 44 min 28 s |
| 2008  | Marathon du Médoc                        | Pauillac             | Marathon      | 1re   | 2 h 54 min 25 s |
| 2009  | Marathon du Médoc                        | Pauillac             | Marathon      | 1re   | 2 h 49 min 50 s |
| 2009  | Marathon de La Rochelle                  | La Rochelle          | Marathon      | 10e   | 2 h 45 min 50 s |
| 2010  | Marathon de la Baie du Mont Saint-Michel | Le Mont-Saint-Michel | Marathon      | 5e    | 2 h 53 min 04 s |
| 2010  | Marathon du Médoc                        | Pauillac             | Marathon      | 1re   | 2 h 54 min 00 s |
| 2010  | Marathon de New York                     | New York             | Marathon      | 3e    | 2 h 52 min 01 s |
| 2011  | Semi-marathon Huelgoat-Carhaix           | Carhaix-Plouguer     | Semi-marathon | 3e    | 1 h 20 min 14 s |
| 2012  | Semi-marathon Huelgoat-Carhaix           | Carhaix-Plouguer     | Semi-marathon | 1re   | 1 h 22 min 31 s |
| 2012  | Marathon de Vannes                       | Vannes               | Marathon      | 1re   | 2 h 51 min 46 s |
| 2012  | Marathon de Rotterdam                    | Rotterdam            | Marathon      | 9e    | 2 h 46 min 20 s |
| 2012  | Marathon du Médoc                        | Pauillac             | Marathon      | 1re   | 2 h 54 min 36 s |
| 2013  | Marathon de Rotterdam                    | Rotterdam            | Marathon      | 9e    | 2 h 46 min 00 s |
| 2013  | Marathon du Médoc                        | Pauillac             | Marathon      | 2e    | 2 h 58 min 17 s |
| 2013  | Marathon de Vannes                       | Vannes               | Marathon      | 1re   | 2 h 52 min 37 s |
| 2014  | Marathon du Médoc                        | Pauillac             | Marathon      | 1re   | 2 h 53 min 41 s |
| 2014  | Marathon de Vannes                       | Vannes               | Marathon      | 1re   | 2 h 51 min 00 s |
| 2015  | Marathon du Médoc                        | Pauillac             | Marathon      | 1re   | 2 h 53 min 27 s |
| 2016  | Marathon du Médoc                        | Pauillac             | Marathon      | 1re   | 2 h 57 min 06   |
| 2016  | Marathon de Vannes                       | Vannes               | Marathon      | 1re   | 2 h 56 min 12 s |
| 2017  | Marathon du Médoc                        | Pauillac             | Marathon      | 1re   | 2 h 58 min 32 s |
| 2018  | Marathon de Vannes                       | Vannes               | Marathon      | 1re   | 2 h 54 min 01 s |
| 2018  | Marathon du Médoc                        | Pauillac             | Marathon      | 2e    | 3 h 02 min 55 s |
| 2018  | Marathon de Nantes                       | Nantes               | Marathon      | 1re   | 2 h 56 min 32 s |
| 2024  | Marathon de Nantes                       | Nantes               | Marathon      | 1re   | 2 h 58 min 00 s |